# Ле-Шармель
Ле-Шармель (фр. Le Charmel) — коммуна во Франции, находится в регионе Пикардия. Департамент коммуны — Эна. Входит в состав кантона Фер-ан-Тарденуа. Округ коммуны — Шато-Тьерри.
Код INSEE коммуны — 02164.

## Население
Население коммуны на 2010 год составляло 322 человека.
| 1962 | 1968 | 1975 | 1982 | 1990 | 1999 | 2010 |
| ---- | ---- | ---- | ---- | ---- | ---- | ---- |
| 223  | 206  | 180  | 249  | 268  | 282  | 322  |

## Экономика
В 2010 году среди 210 человек трудоспособного возраста (15—64 лет) 144 были экономически активными, 66 — неактивными (показатель активности — 68,6 %, в 1999 году было 71,1 %). Из 144 активных жителей работали 127 человек (66 мужчин и 61 женщина), безработных было 17 (10 мужчин и 7 женщин). Среди 66 неактивных 17 человек были учениками или студентами, 30 — пенсионерами, 19 были неактивными по другим причинам.